# Rosa Streitmann
Rosa Carola Streitmann, ab 1885 von Jenny, ab 1888 Benvenisti (* 21. Februar 1857 in Wien als Rosalia Streitmann; † 30. Juli 1937 ebenda) war eine österreichische Operettensängerin und Gesangspädagogin.

## Leben
Streitmann war die Tochter eines Börsenmaklers, ihr Bruder war der Operettensänger Karl Streitmann. Sie soll zunächst eine Ballettausbildung bei Virgilius Calori genossen, sich dann aber auf Druck der Eltern dem Gesang zugewendet haben. Unterricht erhielt sie von ihrer Tante Rosa Csillag. Ein erster öffentlicher Auftritt wird in der Presse im Februar 1875 erwähnt. Im Juni 1876 debütierte sie am Carlstheater in Offenbachs Schönröschen, bei der Uraufführung von Franz von Suppès Boccaccio sang sie die Rolle der Fiametta. 1881 wechselte sie an das Theater an der Wien.
Im Dezember 1885 heiratete Streitmann Fritz von Jenny, einen Enkel Franz von Suppès. Dieser lebte jedoch schon kurze Zeit nach der Trauung mit Streitmanns Schwägerin Louise zusammen. Der dadurch entstandene Skandal bedingte mehrere Prozesse.
Danach war Streitmann jeweils kurzzeitig in Moskau (1886), am Berliner Walhallatheater und am Wallnertheater (1887) beschäftigt. In zweiter Ehe war sie ab 1888 mit Heinrich Benvenisti verheiratet, diese Ehe wurde 1898 geschieden.
Ihr 1889 begonnenes Engagement im Theater in der Josefstadt endete mit gegenseitigen Schuldzuweisungen und einem Prozess, aus dem Streitmann schließlich siegreich hervorging. Von einem Auslandsaufenthalt (möglicherweise in Paris) kehrte sie 1893 wieder nach Wien zurück, wo sie 1897 wieder am Carlstheater sang. Ihren letzten Bühnenauftritt bestritt sie 1900 am Theater Central-Halle in Hamburg.
Spätestens seit 1897 wirkte sie als Gesangspädagogin, ab 1905 für die Musikschulen Kaiser.
Ab 1920 lebte Streitmann in ärmlichen Verhältnissen, zunächst in der Gumpendorfer Straße, zuletzt in Baden. Sie starb im Allgemeinen Krankenhaus und wurde am 2. August 1937 am Zentralfriedhof begraben.